# トランスクリエーション
トランスクリエーション (英: transcreation)とは、主に広告やマーケティングの専門家が使用する用語で、メッセージの意図、スタイル、トーンや文脈を維持しながら、ある言語から別の言語にメッセージを適応させるプロセスを指す。作成されたメッセージは、ソース言語で呼び起される感情と同様に、ターゲット言語でも同じ意味合いを持つ。広告主が文化と言語の壁を越える上で、トランスクリエーションはグローバルマーケティングおよび広告キャンペーンで近年多用されつつある。また、クリエイティブなメッセージの中で使用される画像も念頭に、ターゲットのローカル市場に適した内容に整える。
トランスクリエーションと似たような意味を持つ言葉には、「クリエイティブ翻訳 」、「クロスマーケットコピーライティング 」、「国際市場向けコピーの適応」、「フリースタイル翻訳」、「マーケティング翻訳」、「国際化」、「ローカライゼーション」、及び「文化的適応」がある。これらの単語やフレーズはそれぞれで目的が共通しています: メッセージの要点を抑え、他の言語、及び又は方言に作り変える。実際、「トランスクリエーション 」という用語は、「translation (翻訳)」と「creation (創造)」を合わせたことばに由来している。それは単にメッセージを翻訳するだけでなく、取り扱う専門家は対象国の文化的な差異を考慮する必要性のあるクリエイティブなプロセスで、目的に沿って利用し、企業にとってのマーケティング上で利益をもたらすものをいう。

## 背景
トランスクリエーションは比較的新しい用語であり、その厳密な意味の定義は未だ検討段階にある。2000年に、この用語は、United Publicity Services Plcによって英国商標番号2222617として登録された。この登録商標は2010年2月に失効した。
1960年代から1970年代にかけて使用された当初、トランスクリエーションという用語はクリエイティブな広告コピーを説明するためのものであった。UPS Translations（現在はIntonation Translations  の傘下）は、その後クリエイティブな翻訳を説明するような単に一般的な用法ではなく、創造的な言語に対応するための具体的なプロセスを導入した。
トランスクリエーションの語源に関するもう一つの説明には、1980年代のコンピューターやテレビゲーム産業に遡るという説がある。この見解によると、ターゲット市場の主要ユーザーを満足させるために、当時のメーカー担当者はゲームに使われている言葉 (文語、口語) をそのまま翻訳するだけでは充分とは考えていなかった。文化に関わらずユーザーがもっと楽しめて、関心が持てるような内容にする上で、メーカーたちはユーザーが属する文化や期待に沿う形でイメージや物語の筋や構想を調整するようになった。
1990年代に入って、海外に事業拠点を持つマーケティング担当者や広告代理店は、翻訳業界との差別化を図るためにトランスクリエーションという用語を使い始めました。そこで意味しているのは、ソース言語の外部のマーケットに既存の広告キャンペーンを展開するには、翻訳よりはるかに工夫が必要ということである。
トランスクリエーションはいまや欧米諸国の広告業界や翻訳コミュニティーでの主要な用語の一つといっても過言ではないでしょう。アメリカの市場調査会社で、言語に関するサービス提(LSP) の間では屈指の業界誌で知られるCommon Sense Advisoryはトランスクリエーションを特集に組んだ多数の記事を発表した。用語は中国を含めたアジア諸国でも認知されている。2010年には、中国のデザイン・広告に関する雑誌のModern Advertising Magazineでこの用語についての議論が交わされた記事がはじめて取り上げられた。
トランスクリエーションのコンセプトが根付くにつれて、広告代理店やマーケティング担当者はその重要性を認識し、サービスを提供するための部署を設置し始めている。また、トランスクリエーションに特化したプロジェクトを運営する企業も進出してきました。これらの企業は自身ではオリジナルコピーを開発しないものの、グローバル市場でのマーケティング担当者により依頼を受けプロセスに関わっている。
そのコンセプトがどのように他の分野に浸透していったかの例としては、2004年のMarvel Comics とGotham Entertainment Groupとの共同制作による、インド市場向けのインド生まれのスパイダーマン、「本名」がPavitr Prabhakarをフィーチャーした漫画本の製作がある。ニューヨークの摩天楼を舞台に、緑の悪鬼と対決するというストーリーの代わりに、主人公が伝統的な腰布のドウティをまとい、タージ・マハルのような背景に悪魔のRahshasaと戦う、という物語に変更する。Gotham Entertainment Group の代表取締役Sharad Devarajan氏は述べた。「アメリカ漫画の従来のような翻訳版とは違い、インドのスパイダーマンは西洋文化で育まれた資産を作り変えた初のトランスクリエーションとなるだろう。」ここでの目標は国内外で活躍するマーケティング担当者のそれに近い点が見られる。インドの観衆の嗜好に合ったスパイダーマンを製作し、読者との深い情緒的なつながりを育て、そして漫画本の販売数を上げることになる。

## 目的
トランスクリエーションとは、一つの言語で作成されたメッセージをその特徴や意味を損なわずに他の言語で表現することをいう。理論上はどんなメッセージもトランスクリエーションの対象になり得るが、トランスクリエーションに関わる多くの仕事は顧客向けのチラシとテレビ、ラジオ広告ははじめとした広告産業におけるメディア、販売業者向けのポスターやフライヤーが大半であった。ウェブサイトもトランスクリエーションが有効とされる市場である。
市場規模がますます広がる中、広告担当者はこれまでにはないプレッシャーにさらされている。効果的な広告のためには消費者の心とともにマインドに訴える必要がある。従って、効果の高いグローバル規模のマーケティング戦略を実行するには、言語や文化の境界を越える能力が極めて重要になる。コピーは適切に翻訳されるのはもちろん、文化、慣習、方言、慣用句、ユーモア、及び文脈を考慮に入れなければならない。伝統、地方の価値観、信仰や文化に対する理解や尊重が欠けていると見なされれば、消費者にネガティブな印象を与える可能性がある。このような課題に対処するため、多国籍な顧客を相手にマーケティング活動に従事する多くの企業では、広告代理店、又はトランスクリエーションを専門とする事務所などを通じてトランスクリエーションの対策を取っている。
トランスクリエーションの目標はソース言語からのメッセージの意図、スタイル、トーン、情緒的な特徴をターゲットの観客に伝えることである。したがって、プロセスではマーケティングの専門知識や言語能力の他、ターゲットの文化に関するしっかりした把握が不可欠である。
トランスクリエーションのほとんどは業界で活躍するコピーライターが担当する。翻訳の場合、ターゲットの観衆の言語を母語とする訳者が担当することになる。効果的なトランスクリエーションを生み出すためには、その言語のコピーライターは対象マーケットの豊富な知識、卓越した言語運用能力やターゲット市場向けにメッセージをクリエイティブに適用させる能力と同時に、広告コピーに関する優れたスキルが欠かせない。
トランスクリエーションは複数の異なる国々、あるいは一国内で複数の文化圏を対象にしたマーケティングの一環として利用されることがある。このため、一国内でのトランスクリエーションは、例えばヒスパニック人口の増加が著しい米国では多くの機会が見込まれる。

## トランスクリエーションと翻訳
翻訳とトランスクリエーションのプロセスはそれぞれ関連していますが、同じではない。西洋における翻訳は何世紀にもわたる歴史があり、主に2つの「理想的な」アプローチであるメタフレーズ (一言一句) とパラフレーズ (言い変え) に基づいている。慣用句や多様な地方の適用例を鑑み、一言一句の翻訳は従来の見解では不十分と見なされ、最も適切な翻訳はターゲット言語における語彙、文法、構文、慣用句や地方の用法を考慮に入れ、同時に原文の内容やと文脈に忠実なものとされる。
トランスクリエーションは文字面に焦点をあてて翻訳を展開するというより、ソース言語側の観客のエモーショナルな反応を理解し、ターゲット言語でも同じような反応を聴衆から引き出すことを目指す。それは、「ある言語のコンセプトを取り上げ、他の言語に完全に作り変える」 工程を踏む。
文字テキストへの徹底的な忠誠は、ターゲットの観客での望ましいエモーショナルな反応を引き起こすことに比べれば二次的である。文化間の違いは果てしないため、同じような情緒的な反応を引き出すためにはメッセージの文脈を変えるべき場合もある。トランスクリエーション企業のWords in Translationによれば、文脈の変化は現代風の絵文字から根深い色彩象徴まで多岐にわたる。
複数の言語・文化圏を通じて製品を売り込みたい企業にとっては、一方は機械翻訳から多国籍市場で展開する広告代理店によるフルパッケージでの提供まで、あらゆる有益なサービスからの選択肢がある。ここで中心的な位置にいるのが、マーケティングとコピーライティングの専門性を翻訳プロセスに活かすことができるトランスクリエーション企業である。正しい選択はメッセージの性質、ターゲット言語に至るまでにどのような展開がされるか、広告担当者のマーケティング目標やサービスを提供するための財政的なリソースによる。

## 事例
女性の避妊用具を2つの個別の集団、米国の英語圏とラテン語圏で販売する際、製薬会社はターゲットの消費者に合わせて同じように「感じられて」実際は異なる形でメッセージを訴求する広告キャンペーンを実施した。英語圏向けのメッセージでは主に利便性に重点を置き、スペイン語版では選択の自由について伝えました。このような選択肢は、それぞれの言語圏で避妊用具を選ぶときに何が引き金となるかを特定する、トランスクリエーションの調査を反映している。
コンピューター・チップメーカーのインテルはブラジルに広告キャンペーン 「Intel: Sponsors of Tomorrow (未来のスポンサー)」 を計画していたものの、調査の結果、ポルトガル語で「Sponsors of Tomorrow」 は企業が約束を必ず守るとは限らないことを示唆することが判明した。このため、ポルトガル語のタグラインでは「Intel: In love with the future (明日への想い)」 として、ターゲットの情熱的な志向を加味したメッセージを込めている。
1990年代の頃、スウェーデンの自動車メーカーSAABは新しいコンバーチブルモデルを発売し、関連の広告キャンペーンでは新車が乗客に対し幅広な空間の体験を提供している点を訴えようと考えていました。アメリカでは当時酸素バーが流行っていたため、広告のヘッドラインは「Saab vs. Oxygen bars (サーブ対酸素バー)」で打ち出した。一方、酸素バーが無かったスウェーデンでは、同じ広告が 「SAAB vs. klaustrofobi (サーブ対閉所恐怖症)」 に書き換えられた。酸素バーをスウェーデン語での閉所恐怖症の言葉に差し替えることで、メッセージの意味合いを差異化しながらも、アメリカの消費者の心理に訴えるような効果が得られた。

## 異文化間マーケティングの落とし穴を避ける
トランスクリエーションは異文化間のマーケティング活動に見られるような落とし穴を避けるためのものとして開発された。これには以下が含まれます：
- 文化的な差異。文化間の境界はコミュニケーションを阻む大きな障害となり得る。間違いは修正が利かないぐらいのダメージをブランドに及ぼすことがある。2011年、ドイツのスポーツウェア販売会社のプーマは、UAEの連邦建国40周年を記念し、UAEの国旗の色に彩ったトレーナーの服の限定ラインアップを発売。ところが、多くの首長国は国旗の尊厳を損ねているとしてこの製品に非常に困惑の色を示した。さらに、アラブ文化圏では、靴は地面や足に触れるために不浄と考えられている。その結果、プーマは商品を市場から速やかに引き上げざるを得なかった。
- 用語の選択。異なる言語圏で異なる意味合いを持つ言葉を使用するといった単純な間違いでもトラブルが生じることがある。よく知られる例としては、自動車メーカーのホンダは北欧市場向けにFittaというモデルを投入したところ、その言葉は現地の北欧言語では不躾で下品な表現であることが後に判明した。企業は名称をHonda Jazzに変更し、市場で販売を継続した。
- 洒落や慣用句、スローガン。どんな翻訳者でも分かり切っているように、言葉遊びや慣用的な話を言語間で展開するのは極めて難しいとされる。スローガンも同様で、聞き慣れた表現はやがて聴衆の耳には本来の意味が薄れていく傾向がある。これらの例のように、トランスクリエーションに従事する者はターゲットの観客に同じような反応を引き起こす努力を重ねながら、文字テキストの意味合いを変えていかねばならない。

それでも、異文化間のマーケティング活動における「事故」のすべてがターゲット市場の調査不足に直接起因するわけではない。いわゆる「バズ」効果を生み出すため、広告担当者の中には既成の枠や許容範囲を意図的に広げる者もいる。2011年にはイタリアの服飾メーカーのベネトンが世界のトップたちがキスし合うイメージを描いた、Unhate foundationを支持する広告キャンペーンを打ち出した。通常ではあり得ない組み合わせは多くの怒りを買ったが、特にローマ教皇ベネディクト16世がカイロにあるアズハル・モスクの偉大な指導者のモハメド・アーメド・エル・タイエブと口づけを交わしている姿を描いた広告について、バチカンの反応は強いものであった。この状況にもかかわらず、ベネトンが広告を速やかに取り下げたとはいえ、企業は好評価や批判を受けた他に、何よりも、ショックバータイジングの点で広範囲な注目を集めた。

## 文化的な妥当性
トランスクリエーションの主な支持者はマーケティングマネジャーで、このプロセスに従事することによって彼らは何千マイルも離れた場所で、全く異なる文化やことばを使う環境で働くコピーライターの独断的な意見に賛成する必要性がなくなる。（*）トランスクリエーションではローカル市場のマーケティング担当者がグローバル広告メッセージの核心を抽出し、ターゲット市場に合わせた調整を行うことができる。従い、トランスクリエーションの対象となるグローバル広告キャンペーンは柔軟性を求められるとともに、全体的なグローバル戦略に沿っていることが条件となる。
トランスクリエーションの役割は観客とメッセージの間の情緒的なつながりを成立させ、文化的な妥当性を強調することにある。様々な要素が文化や言語によって異なり、こうした違いが異文化間のマーケティング活動の効果や影響力を大幅に制限してしまう可能性もあるため、これらの点を考慮に入れなければならない。その要素には文化遺産、共有価値、習慣、社会的な約束事や期待の他、感情表現、振舞い、身体言語や表情がある。これらは消費者自身の行動やテキスト、口調、ユーモア、設定、キャスティングや調子といった広告内容への反応に影響を与える。
消費者が商品をどのように評価するかにも様々な形で作用する。ある国で日常の品目とされる製品やサービスは他の国では贅沢品と見られる場合があり、広告のアプローチも準じて整えるべきなのです。製品はまたその発展の期間も様々です。例えば、モバイル通信機器の市場の形成は西ヨーロッパ諸国よりもアジア地域の方が早かった点が挙げられる。
この中の一部、あるいはすべての要素はターゲット国のサブカルチャーの数によって何倍にも増えることもあり得る。メッセージの意味合いを充実させるにあたっては、こうしたサブカルチャーの多様性の度合いによって左右される。さらに、トランスクリエーションの担当者は地域の広告に関する規制やメディア環境、商法を頭に入れて行動する必要がある。これらの課題に関わり、解決策を促すにはマーケティングマネジャーの仕事が重要で、グローバルブランドの知識やターゲットの事情に精通していることが求められる。

## 市場の成長率
1960年には国際市場における取引額は、アメリカの上位10社の広告代理店による総収入の6％にまで上った。1991年になると、その割合は60％に上昇し、以来は右肩上がりの成長を維持し、「グローバルに思考し、ローカルに行動する」に応じた動きを見せている。